# Витин, Владимир Карпович
Владимир Карпович Витин (1915—1942) — политрук Рабоче-крестьянской Красной Армии, участник Польского похода РККА, советско-финской и Великой Отечественной войн, Герой Советского Союза (1942).

## Биография
Владимир Витин родился 15 февраля 1915 года в городе Людиново (ныне — Калужская область) в рабочей семье. Получил начальное образование, после чего работал на заводе. В 1937—1938 годах Витин проходил службу в Рабоче-крестьянской Красной Армии. В 1938 году он окончил Брянскую областную совпартшколу, работал пропагандистом Брянского райкома ВЛКСМ. В том же году он вступил в ВКП(б). В 1939 году он повторно был призван в армию. Принимал участие в Польском походе и советско-финской войне.
С 1941 года — на фронтах Великой Отечественной войны, в звании политрука был военным комиссаром роты тяжёлых танков 2-й танковой бригады 37-й армии Южного фронта. Участвовал в Киевской оборонительной операции и боях на Украине. 21 декабря 1941 года у населённого пункта Новая Николаевка Витин получил задачу прикрыть своими танками отступление пехотных подразделений. 22 декабря огнём из своего «КВ-1» он подбил два танка, 27 декабря — 2 лёгких и 1 средний танк, а также противотанковое орудие и несколько десятков вражеских солдат и офицеров.
Когда во второй половине января 1942 года войска Южного фронта глубоко вклинились в расположение войск противника и захватили плацдарм в районе Изюм-Лозовая-Барвенково, это создало благоприятные условия для развития наступления. 6 февраля 1942 года танк Витина прорвался в село Гусаровка. Во время завязавшегося боя он подбил 2 танка лично, ещё 2 танка подбили другие экипажи его роты. В ходе наступления Витин уничтожил 5 артиллерийских батарей, несколько десятков автомашин, 2 бронетранспортёра, 3 дзота с огневыми точками, несколько повозок с военными грузами. Действия роты позволили успешно уничтожить узел вражеской обороны и освободить несколько населённых пунктов в Барвенковском районе. 8 февраля завязался бой у села Бондарного. Когда Витин на своём танке преодолел огневую позицию противника и атаковал немецкую колонну. Он уничтожил головной танк и раздавил большую часть колонны, а затем протаранил замыкающий танк. Когда попытку уничтожить танк Витина предприняла группа вражеских танков, экипаж сумел уничтожить ещё два танка, но вскоре он был подбит и загорелся. Экипаж отказался покидать горящий танк, сгорев заживо. Перед смертью танкисты пели «Интернационал». Похоронен в братской могиле в Гусаровке.
Указом Президиума Верховного Совета СССР «О присвоении звания Героя Советского Союза начальствующему и рядовому составу Красной Армии» от 5 мая 1942 года за «образцовое выполнение боевых заданий командования на фронте борьбы с немецкими захватчиками и проявленные при этом отвагу и геройство» политрук Владимир Витин посмертно был удостоен высокого звания Героя Советского Союза. Также был награждён орденом Ленина.